# Мастило Ярослав Іванович
Яросла́в Іва́нович Масти́ло (* 1 січня 1948, Підгірці — † 27 лютого 2020, Львів) — український архітектор.

## Біографічні дані
Народився 1 січня 1948 року. У 1972-му закінчив Львівський політехнічний інститут (спеціальність «Архітектура»). У 1972—1983 роках обіймав посаду архітектора, а тоді старшого архітектора Львівської філії інституту «Діпроміст». З 1983 по 1988 рік Ярослав Мастило працював заступником головного архітектора в Архітектурно-планувальному управлінні Львова. У 1988—2002 роках очолював майстер-інститут, підпорядкований «Містопроєкту», — керував комплексною проєктною майстернею (КПМ-3) інституту. Від 2002 до 2006 року обіймав посаду директора в галузі проєктування та будівництва українсько-польського СП ТзОВ «Номаплюс».
З 1990 року Ярослав Мастило провадив приватну практику. З 2005 року — засновник та керівник ПП «Індпроєкт».
З 2014 року викладав спецдисципліни у Львівському коледжі коледж будівництва, архітектури та дизайну.
Ярослав Мастило був членом Національної спілки архітекторів України, став лауреатом Львівської обласної премії в галузі культури, літератури, мистецтва, журналістики та архітектури в номінації «Архітектура» — імені Івана Левинського за
архітектурний проєкт «Реконструкція палацу водних видів спорту на вул. Кн. Ольги, 114
у м. Львові під „Аквапарк“».

## Роботи
- Готель «Дністер» на вулиці Матейка, спроектований у 1970 році, будівництво завершене у 1982 році (співавтори Анатолій Консулов, Людмила Нівіна).
- Універсам «Океан» на вулиці Володимира Великого, 26-А у Львові (1982, співавтор архітектор Василь Каменщик).[4]
- Житловий будинок на вулиці Олесницького, 15 у Львові (співавтори Юрій Джигіль, Олександр Шкіра, Юлія Котлярова). 1995 року відзначений першою премією Національної спілки архітекторів України всеукраїнському огляді спілки серед 43 представлених робіт.[5]
- Архітектурний проект «Реконструкція Палацу водних видів спорту» під аквапарк «Пляж» на вулиці Княгині Ольги, 114 у Львові (реконструкцію завершено 2008 року). 2011 року автор проекту відзначений архітектурною премією імені Івана Левинського.[6]
- Реконструкція адмінбудинку заводу «Електрон» на вулиці Стороженка у Львові для потреб банку «Україна» (1997, співавтор — інженер Ярослав Крук).[2]
- Житловий будинок на вулиці Свєнціцького, 18 у Львові (1998).[7]
- Житловий будинок на вулиці Генерала Чупринки, 117—117а у Львові (1998).[8][9]
- Триповерхова будівля АТС-237 на вулиці Генерала Чупринки, 72 у Львові (2001, співавтор — інженер Ярослав Крук).[2]
- Відпочинково-розважальний комплекс у Славському.